# Alexandre Bastin
Pour les articles homonymes, voir Bastin.
Pas d'image ? Cliquez ici

a Compétitions nationales et continentales officielles uniquement.

b Matchs officiels uniquement.
Alexandre Bastin, né le 9 juin 1984 au Puy-en-Velay (Haute-Loire), est un joueur français de rugby à XV qui évolue au poste de pilier.

## Biographie
Alexandre Bastin naît le 9 juin 1984 au Puy-en-Velay en Haute-Loire dans le département de la France.
Lors de la saison 2002-2003, étant au centre de formation de l'AS Montferrand, il fait partie de la promotion Bellejame, la première du Pôle France au Centre national du rugby de Marcoussis.
En 2004, il remporte la Coupe Frantz-Reichel. De juin 2004 à la saison 2006-2007, il joue quatorze matchs professionnels avec son club formateur.
Durant l'été 2007, il rejoint le RC Narbonne mais il connaît plusieurs blessures sérieuses. Deux ans plus tard, il signe au RC Châteaurenard où il joue une saison,.
Après sa carrière de joueur, il devient entraîneur du CO Le Puy.

## Palmarès

### En club
- Vainqueur de la Coupe Frantz-Reichel en 2004 avec l'AS Montferrand.

### En équipe nationale
- Équipe de France -18 ans
- Équipe de France -19 ans : 
  - participation au Championnat du monde 2003 en France : 4 sélections (Canada, Pays de Galles, Afrique du Sud, Argentine)
  - 7 sélections en 2002-2003, 1 essai
- Équipe de France -21 ans : 
  - participation au Championnat du monde 2005 en Argentine : 4 sélections (Irlande, Italie, Australie, Nouvelle-Zélande)
  - 8 sélections en 2004-2005